# Colpolopha metae
Colpolopha metae är en insektsart som beskrevs av Morgan Hebard 1923. Colpolopha metae ingår i släktet Colpolopha och familjen Romaleidae. Inga underarter finns listade i Catalogue of Life.